# Der Löwe ist los!
Der Löwe ist los! ist eine mehrteilige Kinderserie aus dem Jahr 1965, welche von der Augsburger Puppenkiste in Zusammenarbeit mit dem Hessischen Rundfunk inszeniert wurde und auf dem gleichnamigen Buch von Max Kruse basiert.

## Handlung

### Folge 1: Der Löwe ist los
Als der Tierarzt Doc eines Tages vergisst, den Löwenkäfig zu schließen, gelingt dem Löwen die Flucht. Obwohl er eigentlich keinem etwas antut, gerät die ganze Stadt in Aufruhr, darunter die schwatzhafte Frau Wißtihrschon und der Briefträger, der sich nicht mehr erinnern kann, wem er den wichtigen Brief zustellen soll. Auch das Geschwisterpaar Kim und Pips hört von dem Löwen. Trotz Kims Warnungen geht Pips aber draußen spazieren. Sie begegnet einem Jungen namens Tralala, der behauptet, ein geheimes Wort zu kennen, durch das Löwen Pfötchen geben. Schließlich fällt Pips in ein Loch, wo sie den Löwen trifft und sich mit diesem anfreundet. Dann werden die beiden von einem Suchtrupp, bestehend aus Kim, Tralala und dem afrikanischen Löwenfänger Totokatapi herausgezogen. Als sie auf dem Weg nach Hause über die Brücke gehen, fällt der Brückenwärter aus Angst vor dem Löwen in den Fluss. Der Löwe springt hinterher, um ihn zu retten, landet aber in dem Waschzuber, den Totokatapi als Boot benutzt, und wird davongetrieben, während der Brückenwärter gerettet wird.
Inzwischen ist dem Briefträger wieder eingefallen, für wen der wichtige Brief war: Es ist eine Einladung an Kim und Pips von „Vater“ Guckaus und „Onkel“ Schluckauf (die keine wirklichen Verwandten sind, sondern nur so genannt werden), sie auf der Leuchtturminsel zu besuchen.

### Folge 2: Der Sturm
Kim und Pips reisen mit ihrem Kater Schipp auf die Leuchtturminsel, wo Vater Guckaus und Onkel Schluckauf zusammen mit der Ziege Zie leben. Eines Tages kommt während eines Sturmes ein unerwarteter Besucher: In einer Kiste wird der gestutzte Kakadu Ka angespült, der sich vor seinem brutalen Besitzer, der ihn auch gestutzt hat, versteckt hatte und dann vom Sturm erfasst worden war. Ka wird von den Bewohnern herzlich aufgenommen. Guckaus erklärt ihnen, dass Ka riesiges Glück gehabt hat. In der Nähe befindet nämlich sich die „Papageienfresserinsel“, auf der eine Negerfamilie wohnt, die nichts lieber essen als Papageien.
Als Ka Schipp demonstrieren will, wie er in die Kiste geraten ist, wird diese wieder von der Strömung erfasst und davongespült. Kim, Pips, Schipp und Zie folgen ihm mit einem Boot, um zu verhindern, dass er auf der Insel der Papageienfresser landet.

### Folge 3: Kakadu in Nöten
Der Kakadu Ka wird tatsächlich am Strand der Papageienfresserinsel angespült und kurzerhand von den Eingeborenen Nenemama und Nenepapa gefangen, die ihn braten wollen, damit ihre kranke Tochter Nenekiki wieder gesund wird. Kas Protest, dass er ein Kakadu und kein Papagei sei, wird ignoriert; Nenemama und Nenepapa meinen, dass Kakadus vermutlich noch besser schmecken. Ka gibt sich als Arzt aus, um nicht gefressen zu werden, allerdings bekommt Nenekiki durch seine Verordnungen einen Schnupfen. Die Eltern beschließen, Ka jetzt erst recht zu fressen.
Gleichzeitig landen Kim, Pips, Schipp und Zie auf der Insel und treffen auf Löwe sowie eine Möwe. Sie schleichen zur Hütte der Papageienfresser. Löwe bleibt zurück, um das Boot zu bewachen, allerdings schläft er ein, als er Schlaftabletten zu sich nimmt im Glauben, dass diese gegen den Schlaf seien. Den Freunden gelingt es, Ka gegen die bemalte Möwe auszutauschen. Daraufhin ist es aber sie, die trotz allen Bettelns und Flehens gefressen werden soll, bis sie von Pips befreit wird. Während der Flucht kehrt Pips unbemerkt um, um Nenekiki mit Tabletten gesund zu machen und um Möwe zu befreien. Am Strand wird der Rest der Gruppe von Nenemama und Nenepapa zu ihren Gefangenen erklärt: die Tiere sollen geschlachtet werden und Kim soll Holz hacken. Möwe weckt Löwe auf, der sich von hinten auf Nenemama und Nenepapa stürzt und sie fressen will, was Pips und Nenekiki, die wieder gesund ist, verhindern. Nenekikis Eltern müssen versprechen, nie wieder Papageien zu essen. Auch Totokatapi, den sie gefangen hatten, um ihn mit Nenekiki zu verheiraten, müssen sie freilassen. Die Insel wird nun in „Papageienpflegerinsel“ umbenannt. Ka beschließt, auf der Insel zu bleiben, bis er wieder fliegen kann. In diesem Augenblick kommen auch Doc und der Hund Wu sowie Vater Guckaus und Onkel Schluckauf per Flugzeug bzw. Boot zur Insel und werden von den Anwesenden freundlich begrüßt.

### Folge 4: Sultan in der Falle
Als Kim und Pips in der Zeitung lesen, dass der Löwe in Sultanien gesichtet wurde und der Sultan ihn fangen lassen will, reisen sie zusammen mit ihrem Hund Wu und Doc nach Sultanien, wo sie sich mit dem Sultan und dessen Berater, einem Kamel, anfreunden. Der Sultan verspricht, Löwe nicht zu fangen.
Wu beobachtet durch ein Schlüsselloch ein Treffen von Verschwörern, die den Sultan stürzen wollen, indem sie ihn dem Löwen, den sie gefangen halten, zum Fraß vorwerfen. Da Wu die Verschwörer nur von hinten sieht, weiß er nicht, dass ihr Anführer der Großwesir ist. Trotzdem erzählt er seinen Freunden davon, die den Sultan warnen. Obwohl sich der Sultan für genau solche Fälle eine Falltür unter dem Teppich vor seinem Thron hat bauen lassen, wird er entführt: der Großwesir ruft ihm mitten in der Nacht zu, dass das Kamel von den Verschwörern gefangen worden sei, woraufhin der Sultan in der Aufregung vom Thron springt, selbst über den Teppich läuft und in seiner eigenen Falltür landet. Der Großwesir bringt den Sultan in einen Keller, wo er den Löwen mithilfe eines an der Decke aufgehängten Schinkens hungern lässt.

### Folge 5: Löwe gut, alles gut
Löwe verschont den Sultan, als er hört, dass er Pips kennt. Indem sich der Sultan auf die Schultern des Löwen stellt, gelingt es ihm, den Schinken zu holen, damit der Löwe satt wird. Den Großwesir, der immer wieder durch eine Luke herein sieht, lässt Löwe glauben, dass er den Sultan gefressen habe, da er sich so auf ihn legt, dass er nicht zu sehen ist. Auch das Kamel, das später in den Kerker geworfen wird, bleibt verschont. Inzwischen beschließen die Kinder und Doc, dass das Verschwinden des Sultans nicht auffallen darf, also wird Doc als Sultan verkleidet. Das kommt dem Großwesir jedoch gerade recht, denn er lässt Doc entführen, um ihn als den Verantwortlichen hinter der Verschwörung hinzustellen. In der Zwischenzeit gelingt es Kim, Pips und Wu, der den Großwesir als einen der Verschwörer wiedererkannt hat, den echten Sultan, das Kamel und den Löwen zu befreien. Doc kann den Großwesir durch Hypnose einschlafen lassen und legt dann dessen Kleider an, um aus dem Gefängnis zu fliehen. Draußen wird er dann fast von Löwe gefressen, der ihn in seiner Verkleidung nicht erkennt, als Kim, Pips, Wu, der Sultan und das Kamel kommen und ihm helfen. Der Löwe und seine Freunde sind nun Ehrengäste in Sultanien.

## Figuren
- Kim und Pips: zwei Geschwister aus der Stadt Irgendwo und neben dem Löwen die eigentlichen Hauptfiguren. Kim übernimmt in einer Gruppe oft die Führung, die gutmütige Pips ignoriert oft Warnungen, wenn sie glaubt, dass sie das Richtige tut.

- Der Löwe: eigentlich ein gutmütiges Tier, das nur ausgebrochen ist, weil er die Gefangenschaft nicht ertragen hat, und ist schnell mit Kim und besonders Pips befreundet. Versucht seit der ersten Folge in Totokatapis Boot, einem Waschzuber, nach Afrika zu kommen, wobei er immer wieder die Wege von Kim und Pips kreuzt.

- Doc ist der städtische Tierarzt, der dem Löwen versehentlich die Flucht ermöglicht hatte und ebenfalls ein Freund von ihm. Benutzt zur Reise ein oranges Flugzeug und ist neben seinem Beruf ein Meister in Hypnose.

- Totokatapi: ein afrikanischer Junge, der den Löwen fangen soll. Löwe treibt schließlich in seinem Wachzuber-Boot davon, worauf Kim und Pips ihm ihr Boot schenken. Später wird er kurz auf der Papageienfresserinsel gefangen gehalten und soll Nenekiki heiraten, kommt aber schließlich frei und trifft seine Freunde bald darauf in Sultanien wieder, wo er in einem Hotel arbeitet.

- Vater Guckaus und Onkel Schluckauf wohnen zusammen mit der Ziege Zie auf der Leuchtturminsel. Guckaus ist der Leuchtturmwärter. Schluckauf (verdankt seinem Namen seinem heftigen Schluckauf) wohnt in einer Hütte neben dem Leuchtturm und vertreibt sich die Zeit mit Fischen.

- Ka: Kakadu, dem man die Flügel gestutzt hat. Um auf der Papageienfresserinsel nicht gefressen zu werden, gibt er sich als Arzt aus, wobei er aber Nenekiki noch kränker macht. Bleibt, nachdem sie zur Papageienpflegerinsel umbenannt wurde, bei ihr auf der Insel.

- Möwe: freundet sich mit dem Löwen an, da sich ihre Namen reimen und hilft später Kim, Pips, Schipp, Zie und Löwe, zur Papageienfresserinsel zu gelangen. Dort wird Möwe von Pips bunt bemalt gegen Ka ausgetauscht und später aus dem Käfig befreit.

- Nenemama und Nenepapa: Eingeborene der Papageienfresserinsel. Wollen Ka braten (egal ob nun ein Kakadu oder ein Papagei), Totokatapi mit ihrer Tochter Nenekiki verheiraten und Kim, Schipp und Zie fressen bzw. für sich arbeiten lassen. Benennen ihre Insel schließlich zur Papageienpflegerinsel um, nachdem Nenekiki wieder gesund wird.

- Nenekiki: Tochter der Papageienfresser Nenemama und Nenepapa. Als sie krank ist, soll Ka für sie gebraten werden, sie will ihn aber gar nicht essen. Pips macht sie mit Tabletten gesund. Ihre Eltern haben auch Totokatapi für sie zum Heiraten gefangen, doch sie verlangt schließlich von ihnen, keine Papageien mehr zu essen und ihn freizulassen. Ka bleibt bei ihr auf der Insel.

- Der Sultan: der Herrscher des Reiches Sultanien. Er will den Löwen fangen lassen, wird aber dann von Doc, Kim und Pips überzeugt, es nicht zu tun. Wird später vom verräterischen Großwesir in seiner eigenen Falltür gefangen und fast an den Löwen verfüttert, der ihn aber verschont, und hilft ihm dafür zum an der Decke hängenden Schinken.

- Das Kamel: der weise, aber ängstliche Berater des Sultans. Träumt zwar schon ganz am Anfang von Verschwörern, kann sie jedoch nicht erkennen, da es vom Großwesir, in Wahrheit der Anführer der Verschwörer, geweckt wird. Das Kamel soll später wie auch der Sultan an den Löwen verfüttert werden, der sie aber verschont.

- Der Großwesir: neben dem Kamel der engste Vertraute des Sultans. Er will den Sultan stürzen, indem er ihn dem eingesperrten Löwen zum Fraß vorwirft, und fängt ihn dazu in seiner eigenen, für die Verschwörer gedachten Falltür unter dem Teppich. Dies will er später dem verkleideten Doc anhängen, dieser kann ihn jedoch hypnotisieren und einsperren.

## Lieder
Wie die meisten Stücke der Puppenkiste beinhaltet auch Der Löwe ist los! Lieder:
- Löwenlied (gesungen von Pips und Tralala): Während die Kinder draußen spazieren gehen, singen sie von der Panik, die aufgrund des ausgebrochenen Löwens herrscht („darum sind auch die Straßen so leer und ganz verlassen…“).

- Feiner Papagei (gesungen von Nenemama, Nenepapa, Ka und später auch Nenekiki): Nenemama und Nenepapa singen davon, wie sie Ka kochen und fressen wollen bzw. wie sie bereits den Kochtopf vorbereiten. Kas Zwischenrufe: „Ich bin kein Papagei!“ werden von den hungrigen Eingeborenen ignoriert („Der schmeckt us gu-gu“).

## Synchronisation
| Rolle                                      | Synchronsprecher              |
| ------------------------------------------ | ----------------------------- |
| Erzähler                                   | Manfred Jenning               |
| Löwe                                       | Walter Oehmichen              |
| Petra „Pips“ Guckaus                       | Gerlind Ohst                  |
| Kim Guckaus                                | Claudia Hansmann              |
| Doc                                        | Sepp Strubel                  |
| Herr Marke, Briefträger                    | Hanns-Joachim Marschall       |
| Frau Sowieso                               | Elisabeth Göttler             |
| Frau Denkteuchnur                          | Rose Oehmichen                |
| Frau Schautmalher                          | Claudia Hansmann-Strubel      |
| Frau Gebtmalacht                           | Margot Schellemann            |
| Frau Wisstihrschon                         | Rose Oehmichen                |
| Wu, der Hund                               | Max Bößl                      |
| Radiostimme                                | Harald Schäfer                |
| Lukas, der Lokomotivführer (im Radio)      | Walter Schellemann            |
| Herr Ärmel (im Radio)                      | Günter Knecht                 |
| Leierkastenmann Babatschek (im Radio)      | Walter Oehmichen              |
| Tralala                                    | Barbara Schellemann           |
| Ra, der Rabe                               | Herbert Meyer                 |
| Herr Krume                                 | Manfred Jenning               |
| Herr Dreipfennig                           | Walter Schellemann            |
| Totokatapi                                 | Elisabeth Göttler             |
| Vater Guckaus                              | Hanns-Joachim Marschall       |
| Onkel Schluckauf                           | Walter Oehmichen              |
| Schipp, die Katze                          | Hannelore Marschall-Oehmichen |
| Zie, die Ziege                             | Margot Schellemann            |
| Ka, der Kakadu                             | Max Bößl                      |
| Möwe                                       | Anneliese Steiner             |
| Wetterstation Meer Nordwest 2 (Funkstimme) | Anneliese Steiner             |
| Nenepapa                                   | Walter Schellemann            |
| Nenemama                                   | Rose Oehmichen                |
| Nenekiki                                   | Angelika Jenning              |
| Sultan                                     | Walter Schellemann            |
| Kamel                                      | Herbert Meyer                 |
| Palastdiener                               | Max Bößl                      |
| Hauptmann der Palastwache                  | Hanns-Joachim Marschall       |
| Zeitungsreporter                           | Hanns-Joachim Marschall       |
| Großwesir (Verschwörer)                    | Manfred Jenning               |
| Sultanier 1                                | Manfred Jenning               |
| Sultanierin 1                              | Rose Oehmichen                |
| Sultanier 2                                | Walter Oehmichen              |
| schlemmender Verschwörer                   | Sepp Strubel                  |
| Wache schiebender Verschwörer              | Manfred Jenning               |
| Sultanierin 2                              | Margot Schellemann            |
| Sultanier 3                                | Manfred Jenning               |
| weiteres Volk                              | Ensemble                      |
| Papagei im städtischen Zoo                 | Manfred Jenning               |